# Droga krajowa B26a (Niemcy)
Droga krajowa 26a (niem. Bundesstraße 26a, B 26a) – niemiecka droga krajowa przebiegająca na osi wschód-zachód i jest kontynuacją autostrady A70 na skrzyżowaniu z autostradą A7 Dreieck Schweinfurt w kierunku Arnstein w północnej Bawarii.
Planowana jest rozbudowa B26a do drogi czteropasmowej oraz przedłużenie i połączenie jej na węźle Würzburg-West z autostradą A81. Całość miałaby stworzyć północną obwodnicę Würzburga.